# Onthophagus scrutator
Onthophagus scrutator là một loài bọ cánh cứng trong họ Bọ hung (Scarabaeidae).